# Brigada explosiva: misión pirata
Brigada explosiva: misión pirata es una película argentina cómica de 2008 dirigida por Rodolfo Ledo y protagonizada por Emilio Disi, Ginno Renni, Luciana Salazar y Toti Ciliberto. Es la sexta y última película de la saga Brigada Z.

## Sinopsis
Emilio y Gino, consagrados miembros de la Brigada Z, son responsables de la seguridad de un resort cinco estrellas en República Dominicana.